# Миддлмор, Джордж

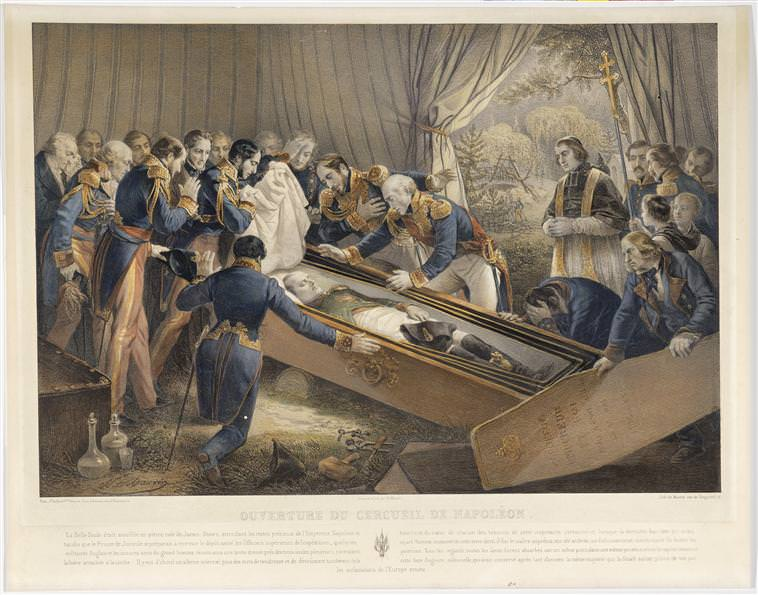
Вскрытие гроба Наполеона 14 октября 1840 г. на о. Святой Елены

Джордж Миддлмор (англ. George Middlemore; ? — 18 ноября 1850, Танбридж Уэллс) — британский генерал-лейтенант, губернатор острова Святой Елены с 1836 по 1842 г., губернатор Подветренных и Наветренных островов с 1843 г.
Участник войн с Наполеоном, в частности, в составе 91 пехотного полка на Пиренейском полуострове. За подвиги в битве при Талавере в чине майора был назначен временно командиром полка. В 1809 получил временное повышение в звание подполковника. Награждён орденом Бани.
В 1813 году назначен заместителем генерал-квартирмейстера 7 округа. Позже служил штаб-офицером в Ноттингеме и Корке. августа 1819 — полковник, а с 1830 — генерал-майор. Командовал войсками в Вест-Индии.
В 1833 году британский парламент принял закон о передаче со 2 апреля 1834 контроля над островом Святой Елены от Ост-Индской компании в пользу короны. На практике, закон вступил в силу лишь в феврале 1836 года.
Джордж Миддлмор стал первым губернатором острова Святой Елены. При его участии в 1840 году была осуществлена отправка останков Наполеона с острова во Францию.
С 1841 года — генерал-лейтенант. В 1843 году был назначен губернатором Подветренных и Наветренных островов.